# Малине (Травник)
Малине  је насељено место у Босни и Херцеговини, у општини Травник. Административно припада Федерацији Босне и Херцеговине, односно њеном Средњобосанском кантону. Према попису становништва из 2013. у насељу је било 1.095 становника, а већинску популацију чинили су Бошњаци.

## Становништво
По последњем попису становништва из 2013. године у овом насељу живело је 1.095 становника, а село је било етнички хомогено са већинском бошњачком популацијом.
| Националност | 2013.        | 1991.        | 1981.        | 1971.        |
| Бошњаци      | 991 (90,50%) | 984 (66,35%) | 855 (62,41%) | 725 (60,02%) |
| Хрвати       | 96 (8,77%)   | 495 (33,38%) | 508 (37,08%) | 475 (39,32%) |
| Срби         | 1 (0,09%)    | 0            | 5 (0,36%)    | 1 (0,08%)    |
| остали       | 7 (0,64%)    | 4 (0,27%)    | 2 (0,15%)    | 7 (0,58%)    |
| Укупно       | 1.095        | 1.483        | 1.370        | 1.208        |